# Prêmio Independent Spirit de Melhor Desempenho Inovador
O Prêmios Independent Spirit de Melhor Performance Revelação é um prêmio apresentado anualmente no Independent Spirit Awards para homenagear performances excepcionais dadas por um novo talento em um filme independente. Foi apresentado pela primeira vez em 1995 no 10º Independent Spirit Awards como Melhor Performance de Estreia , que foi ganho por Sean Nelson por sua atuação no filme Fresh.
A categoria foi então descontinuada em 2005, mas mais tarde foi reintroduzida como Melhor Desempenho Revelação na cerimônia de 2023.

## Vencedores e Nomeados

### 1990s
| Ano  | Vencedor e Nomeado                               | Filme                            | Papel                       |
| ---- | ------------------------------------------------ | -------------------------------- | --------------------------- |
| 1995 | Sean Nelson                                      | Fresh                            | Fresh                       |
| 1995 | Jeff Anderson                                    | Clerks                           | Randal Graves               |
| 1995 | Jeremy Davies                                    | Spanking the Monkey              | Ray Aibelli                 |
| 1995 | Alicia Witt                                      | Fun                              | Bonnie                      |
| 1995 | Renée Zellweger                                  | Love and a .45                   | Starlene Cheatham           |
| 1996 | Justin Pierce                                    | Kids                             | Casper                      |
| 1996 | Jason Andrews                                    | Rhythm Thief                     | Simon                       |
| 1996 | Lisa Donaldson                                   | River of Grass                   | Cozy                        |
| 1996 | Gabriel Casseus                                  | New Jersey Drive                 | Kyle "Midget"               |
| 1996 | Rose McGowan                                     | The Doom Generation              | Amy Blue                    |
| 1997 | Heather Matarazzo                                | Welcome to the Dollhouse         | Dawn Wiener                 |
| 1997 | Jena Malone                                      | Bastard Out of Carolina          | Ruth Anne "Bone" Boatwright |
| 1997 | Brendan Sexton III                               | Welcome to the Dollhouse         | Brandon McCarthy            |
| 1997 | Arie Verveen                                     | Caught                           | Nick                        |
| 1997 | Jeffrey Wright                                   | Basquiat                         | Jean-Michel Basquiat        |
| 1998 | Aaron Eckhart                                    | In the Company of Men            | Chad                        |
| 1998 | Tyrone D. Burton, Eddie Cutanda and Phuong Duong | Squeeze                          | Tyson, Hector and Bao       |
| 1998 | Lysa Flores                                      | Star Maps                        | Maria                       |
| 1998 | Darling Narita                                   | Bang                             | The Girl                    |
| 1998 | Douglas Spain                                    | Star Maps                        | Carlos                      |
| 1999 | Evan Adams                                       | Smoke Signals                    | Thomas Builds-the-Fire      |
| 1999 | Anthony Roth Costanzo                            | A Soldier's Daughter Never Cries | Francis Fortescue           |
| 1999 | Andrea Hart                                      | Miss Monday                      | Gloria                      |
| 1999 | Sonja Sohn                                       | Slam                             | Lauren Bell                 |
| 1999 | Saul Williams                                    | Slam                             | Ray Joshua                  |

### 2000
| Ano  | Vencedor e Nomeado                                                                      | Filme                    | Papel                                             |
| ---- | --------------------------------------------------------------------------------------- | ------------------------ | ------------------------------------------------- |
| 2000 | Kimberly J. Brown                                                                       | Tumbleweeds              | Mary Jo Walker                                    |
| 2000 | Jessica Campbell                                                                        | Election                 | Tammy Metzler                                     |
| 2000 | Jade Gordon                                                                             | Sugar Town               | Gwen                                              |
| 2000 | Toby Smith                                                                              | Drylongso                | Pica Sullivan                                     |
| 2000 | Chris Stafford                                                                          | Edge of Seventeen        | Eric Hunter                                       |
| 2001 | Michelle Rodriguez                                                                      | Girlfight                | Diana Guzman                                      |
| 2001 | Curtis Cotton III, Candace Evanofski, Rachael Handy, Donald Holden and Damian Jewan Lee | George Washington        | Buddy, Nasia, Sonya, George Richardson and Vernon |
| 2001 | Rory Culkin                                                                             | You Can Count on Me      | Rudy                                              |
| 2001 | Emmy Rossum                                                                             | Songcatcher              | Deladis Slocumb                                   |
| 2001 | Mike White                                                                              | Chuck & Buck             | Buck O'Brien                                      |
| 2002 | Paul Dano                                                                               | L.I.E.                   | Howie Blitzer                                     |
| 2002 | Hilary Howard, Anthony Leslie and Mitchell Riggs                                        | Kaaterskill Falls        | Ren, Lyle and Mitchell                            |
| 2002 | Clint Jordan                                                                            | Virgil Bliss             | Virgil Bliss                                      |
| 2002 | Ana Reeder                                                                              | Acts of Worship          | Alix                                              |
| 2002 | Yolonda Ross                                                                            | Stranger Inside          | Treasure                                          |
| 2003 | Nia Vardalos                                                                            | My Big Fat Greek Wedding | Fotoula "Toula" Portokalos                        |
| 2003 | Bob Burrus                                                                              | Tully                    | Tully Russell Coates Sr.                          |
| 2003 | America Ferrera                                                                         | Real Women Have Curves   | Ana García                                        |
| 2003 | Raven Goodwin                                                                           | Lovely & Amazing         | Annie Marks                                       |
| 2003 | Artel Great                                                                             | Dahmer                   | Rodney                                            |
| 2004 | Nikki Reed                                                                              | Thirteen                 | Evie Zamora                                       |
| 2004 | Anna Kendrick                                                                           | Camp                     | Fritzi Wagner                                     |
| 2004 | Judy Marte                                                                              | Raising Victor Vargas    | Judy                                              |
| 2004 | Victor Rasuk                                                                            | Raising Victor Vargas    | Victor                                            |
| 2004 | Janice Richardson                                                                       | Anne B. Real             | Cynthia Gimenez                                   |
| 2005 | Rodrigo de la Serna                                                                     | The Motorcycle Diaries   | Alberto Granado                                   |
| 2005 | Anthony Mackie                                                                          | Brother to Brother       | Perry                                             |
| 2005 | Louie Olivos Jr.                                                                        | Robbing Peter            | Pedro                                             |
| 2005 | Hannah Pilkes                                                                           | The Woodsman             | Robin                                             |
| 2005 | David Sullivan                                                                          | Primer                   | Abe                                               |

### 2020
| Ano  | Vencedor e Nomeado | Filme                             | Papel                  |
| ---- | ------------------ | --------------------------------- | ---------------------- |
| 2022 | Stephanie Hsu      | Everything Everywhere All at Once | Joy Wang / Jobu Tupaki |
| 2022 | Frankie Corio      | Aftersun                          | Sophie                 |
| 2022 | Gracija Filipović  | Murina                            | Julija                 |
| 2022 | Lily McInerny      | Palm Trees and Power Lines        | Lea                    |
| 2022 | Daniel Zolghadri   | Funny Pages                       | Robert                 |
| 2023 | Dominic Sessa      | The Holdovers                     | Angus Tully            |
| 2023 | Marshawn Lynch     | Bottoms                           | Mr. G                  |
| 2023 | Atibon Nazaire     | Mountains                         | Xavier                 |
| 2023 | Tia Nomore         | Earth Mama                        | Gia                    |
| 2023 | Anaita Wali Zada   | Fremont                           | Donya                  |